# アリストブロス1世

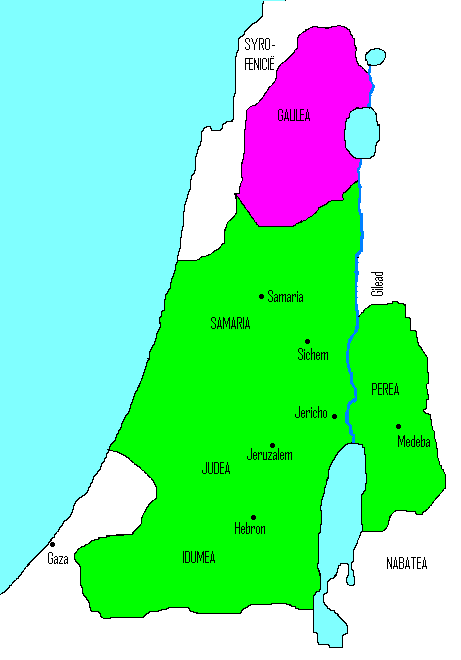
アリストブロス1世統治下のハスモン朝
紀元前104年
征服した領土

アリストブロス1世（Aristobulus I, 在位：紀元前104年 - 紀元前103年）は、古代イスラエルを統治したハスモン朝の王。ヨハネ・ヒルカノス1世の5人の子のうちの長子であった。 

## 人物
父ヨハネ・ヒルカノスの死後、その遺言により、王国の実権はヒルカノスの妻に継承され、初め息子のアリストブロス1世は宗教的な指導者である大祭司に任じられた。しかし、これに不満を抱いたアリストブロス1世は実の母と兄弟を獄に投じて実権を握り、王位についた。母を牢獄で餓死させている。アリストブロスはギリシャ風に王号を用いたが、これはバビロン捕囚以来となるユダヤでの王政復活となった。治世中、イトゥリア地方の征服活動を行い、住民のユダヤ教への強制改宗・割礼を行なった。
彼は仲の良かった弟アンティゴノスを重用したが、重臣たちはアンティゴノスを中傷し、アリストブロスも徐々に信じるようになった。アンティゴノスが病臥中のアリストブロスの見舞いにやってくると、武装せずにやってくるよう求めた。ところが、アンティゴノスを陥れようとした人々が武装してくるように騙したため、護衛兵たちがアンティゴノスを殺害した。この時、エッセネ派のユダという人物はアンティゴノスの死を預言したという。
治世1年あまりで病に倒れた。歴史家フラウィウス・ヨセフスによれば、アリストブロスは弟アンティゴノス殺害を深く後悔したために発病したという。アリストブロス没後、妻サロメ・アレクサンドラは兄弟を獄から解放し、弟のアレクサンドロス・ヤンナイオスと再婚した。これによってヤンナイオスは王位につくことができた。